# アン＝マーグレット
アン＝マーグレット（Ann-Margret）の芸名で知られるアン＝マーグレット・オルソン（Ann-Margret Olsson、1941年4月28日 - ）は、スウェーデン系アメリカ人の女優・歌手・ダンサー。『バイ・バイ・バーディー』(Bye、Bye Birdie)、『ラスベガス万才』(Viva Las Vegas)、『シンシナティ・キッド』(The Cincinnati Kid)、『愛の狩人』(Carnal Knowledge)、『トミー』(Tommy) などが代表作。
ゴールデン・グローブ賞を通算5回受賞したほか、アカデミー賞、グラミー賞にそれぞれ2回、全米映画俳優組合賞1回、エミー賞6回のノミネートを誇る。
2010年8月、『LAW & ORDER:性犯罪特捜班』へのゲスト出演で自身初のエミー賞受賞。

## 略歴
スウェーデン・イェムトランド県ヴォルソビンで生まれる。両親は共にスウェーデン人。1946年11月、5歳の時に母親とともにアメリカに移住。すでにアメリカで職を得ていた父と家族3人でのアメリカ生活が始まる。幼少時は主にイリノイ州で育つ。
1949年に米国籍を得て、マージョリー・ヤング・スクールで最初のダンスレッスンを受ける。レッスン開始当初から才能を発揮した。
まだ10代だった1958年、アイドル発掘番組「ジ・オリジナル・アマチュア・アワー」(The Original Amateur Hour)に出演。
ノースウェスタン大学中退後、パフォーマンス・グループ、サトルトーンズの一員としてラスベガスのステージに立っていたところをジョージ・バーンズに見出され、彼のショーのオーディションを受けるチャンスに恵まれる。
1961年に舞台でデビュー、同年に『ポケット一杯の幸福』で映画初出演。1963年にはヒロインを務めたミュージカル映画『バイ・バイ・バーディー』でその歌と踊りとコケティッシュな魅力で人気を博した。1971年の『愛の狩人』でゴールデングローブ賞 助演女優賞、1975年の『トミー』でゴールデングローブ賞 主演女優賞 (ミュージカル・コメディ部門)を受賞。また、前者でアカデミー助演女優賞、後者でアカデミー主演女優賞にもノミネートされた。
1972年にはネバタ州レイク・タホーのホテルのショーに出演中舞台から転落して重傷を負い、UCLAメディカルセンターで顔面手術を受けた。
1967年にロジャー・スミスと結婚。スミスはドラマ『サンセット77』などが有名な俳優だったが、後にマーグレットのマネージャーへ転身。
1965年（昭和40年）10月18日に来日。

## 歌手活動
1961年にRCAレコードからデビュー。デビューアルバム And Here She Is は、ギターにチェット・アトキンス、コーラスにはエルビス・プレスリーのバックシンガー・チーム The Jordanaires とアニタ・カー・シンガーズを迎えた豪華な布陣で制作され、RCAは彼女のセクシー・ヴォイスをエルビスになぞらえ、「女エルビス」としてプロモーションした。
1961年の8月には、セカンド・アルバムからのシングルカット I Just Don't Understand がビルボードTop40にランクインする中ヒットを記録した。この曲は後にビートルズのライブでもカバーされた。1962年にはアカデミー賞授賞式で、ノミネート曲 Bachelor in Paradise を歌った。アルバムで唯一チャートインしたのは、トランペッターのアル・ハートと共演した1964年のBeauty and the Beard。
RCAとの契約は1966年に終了したが、1970年代後半から1980年代前半までの間、ディスコ・ダンス・チャートにいくつかの曲を送り込んだ。特に8位まで上昇した「ラヴ・ラッシュ」(Love Rush)(1979年)が最大のヒットである。
歌手として13枚のアルバムをリリースしており、その歌唱力を引っ提げて前述のような多くのミュージカル映画に出演し、存在感を遺憾なく発揮している。
2000年公開の映画『フリントストーン2/ビバ・ロック・ベガス』では、自身も出演した『ラスベガス万才』の同名主題歌(Viva Las Vegas)の替え歌「Viva Rock Vegas」を歌唱している。

## 主な出演作品
- ポケット一杯の幸福 Pocketful of Miracles (1961)
- ステート・フェア State Fair (1962)
- バイ・バイ・バーディー Bye Bye Birdie (1963)
- ラスベガス万才 Viva Las Vegas (1964)
- セクシー・ダイナマイト Kitten with a Whip (1964)
- マドリードで乾杯 The Pleasure Seekers (1964)
- 帰郷 Bus Riley's Back in Town (1965)
- 泥棒を消せ Once a Thief (1965)
- シンシナティ・キッド The Cincinnati Kid (1965)
- メイド・イン・パリ Made in Paris (1966)
- 駅馬車 Stagecoach (1966)
- スインガー Swinger (1966)
- サイレンサー第2弾/殺人部隊 Murderers' Row (1966)
- カロリーナ The Tiger & the Pussycat (1967)
- C・C・ライダー C.C. and Company (1970)
- 愛の狩人 Carnal Knowledge (1971)
- 大列車強盗 The Train Robbers (1973)
- トミー Tommy (1975)
- Oh!外人部隊 The Last Remake of Beau Geste (1977)
- 名探偵再登場 The Cheap Detective (1978)
- マジック Magic (1978)
- わたしは女優志願 I Ought to be in Pictures (1982)
- 大狂乱 Lookin' to Get Out (1982)
- ファミリー Who Will Love My Children? (1983)
- デス・ポイント/非情の罠 52 Pick-Up (1986)
- サマー・デイズ A Tiger's Tale (1987)
- ラブリー・オールドメン Grumpy Old Men (1993)
- エニイ・ギブン・サンデー Any Given Sunday (1999)
- フリントストーン2/ビバ・ロック・ベガス The Flintstones in Viva Rock Vegas (2000)
- アメージング・ハイウェイ60 Interstate 60 (2002)
- TAXI NY Taxi (2004)
- ハニーVS.ダーリン 2年目の駆け引き The Break-Up (2006)
- ウォルト・ディズニーのサンタクローズ3/クリスマス大決戦! The Santa Clause 3: The Escape Clause (2006)
- オールド・ドッグ Old Dogs (2009)
- ジーサンズ はじめての強盗 Going in Style (2017)